# پیپرکوو چیفلیک
پیپرکوو چیفلیک (به بلغاری: Piperkov Chiflik) یک منطقهٔ مسکونی در بلغارستان است که در شهرستان کیوستندیل واقع شده‌است.